# Jacob Borg
Jacob Dominico Borg (ur. 2 maja 1991 w Wollongong) – maltański piłkarz urodzony w Australii grający na pozycji pomocnika. Obecnie jest zawodnikiem klubu Sliema Wanderers.

## Kariera piłkarska
Borg zanim trafił na Maltę występował w australijskich klubach − juniorskich zespołach Gold Coast United i seniorach Dandaloo FC. W 2012 roku trafił do maltańskiej drużyny Balzan Youths, z której latem 2013 roku, po zaledwie jednym sezonie przeniósł się do Sliemy Wanderers.

## Kariera reprezentacyjna
Bonello w reprezentacji Malty zadebiutował 14 sierpnia 2013 roku w towarzyskim meczu z Azerbejdżanem. Na boisku pojawił się w 46 minucie meczu.
| Mecze i gole w reprezentacji | Mecze i gole w reprezentacji | Mecze i gole w reprezentacji | Mecze i gole w reprezentacji | Mecze i gole w reprezentacji | Mecze i gole w reprezentacji | Mecze i gole w reprezentacji |
| #                            | Data                         | Stadion                      | Rywal                        | Wynik                        | Gol                          | Rozgrywki                    |
| 2013                         | 2013                         | 2013                         | 2013                         | 2013                         | 2013                         | 2013                         |
| ---------------------------- | ---------------------------- | ---------------------------- | ---------------------------- | ---------------------------- | ---------------------------- | ---------------------------- |
| 1.                           | 14.08.2013                   | Baku, Azerbejdżan            | Azerbejdżan                  | 0:3                          | 0                            | towarzyski                   |